# Helíocles II

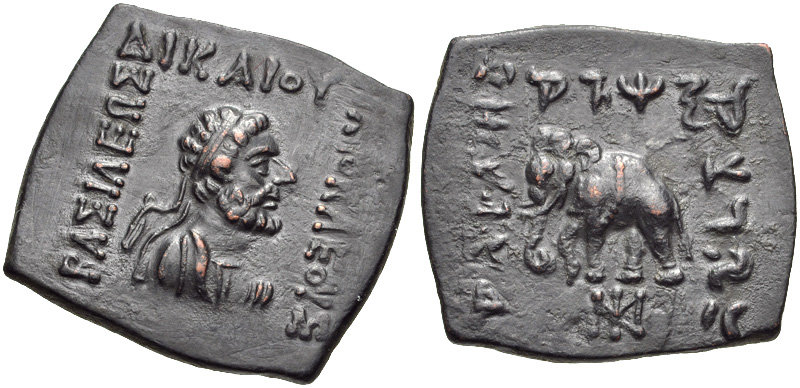
Moneda de bronze d'Helíocles II

Helíocles II el Just (grec antic: Ἡλιοκλῆς ὁ Δίκαιος) fou un rei indogrec emparentat amb el rei de Bactriana Helíocles I. Osmund Bopearachchi i R. C. Senior coincideixen que va governar vers 95–80 aC.
Helíocles II va tenir una sèrie de guerres amb Estrató I a Gandhara i Panjab; els dos comparteixen diversos senyals de fàbriques de monedes i Helíocles II va regravar algunes de les monedes d'Estrató I. En aquest període alguns reis combatien per l'hegemonia als territoris grecs de l'Índia i alguns van tenir el suport de caps sakes com Maues.

## Genealogia
Helíocles II tenia a la cara del darrere de les seves monedes a Zeus, que fou una deïtat comuna dels darrers reis indogrecs. J. Jakobson pensa que Helíocles fou el fill del rei Antialcides Nicèfor (que emprava també un Zeus assegut) i potser net d'Helíocles I. També suggereix que fou el germà gran del rei Arquebi Nicèfor que hauria succeït a Helíocles II a Gandhara (potser després de la seva mort de malaltia, ja que Helíocles II apareix amb aspecte malalt a les seves darrers representacions). Arquebi va utilitzar el mateix revers de monedes i va combinar els epítets d'Helíocles II i d'Antialcides; a més la mateixa representació a les monedes era similar, amb els nassos en ganxo i expressió ferotge. R. C. Senior, en canvi, suggereix una connexió amb Demetri III, que va utilitzar un revers similar amb Zeus.

## Monedes
Helíocles II va emetre monedes índies de plata amb la seva imatge amb diadema, casc, i llança i al darrere Zeus; i monedes de bronze on apareix amb barba i diadema (Helíocles o Zeus) i al revers un elefant. Un bon nombre de monedes pòstumes d'Helíocles I es van trobar a Bactriana; possiblement alguna d'aquestes foren encunyades per Helíocles II, ja que els monogrames no són similars.
L'existència de nombroses reutilitzacions ajuden a situar el regne d'Helíocles II en relació amb altres reis indogrecs. Helíocles II va reutilitzar monedes d'Agatoclea, Estrató I i Hermeu. I monedes d'Helíocles II foren reutilitzades per Amintes. Això situaria el seu regnat vers 95-85 aC, de manera contemporània a Amintes i Hermeu